# Амгинский ярус
| Кембрийский период в ОСШ (Россия) Деление по состоянию на март 2024 года |         |              |                       |
| система                                                                  | отдел   | ярус / век   | Ниж. граница, млн лет |
| Ордовик                                                                  | Нижний  | Тремадокский | 485,4±1,9             |
| Кембрий                                                                  | Верхний | Батырбайский | ?                     |
| Кембрий                                                                  | Верхний | Аксайский    | ?                     |
| Кембрий                                                                  | Верхний | Сакский      | ~497                  |
| Кембрий                                                                  | Средний | Аюсокканский | 500                   |
| Кембрий                                                                  | Средний | Майский      | ~504,5                |
| Кембрий                                                                  | Средний | Амгинский    | 509                   |
| Кембрий                                                                  | Нижний  | Тойонский    | ?                     |
| Кембрий                                                                  | Нижний  | Ботомский    | ?                     |
| Кембрий                                                                  | Нижний  | Атдабанский  | ?                     |
| Кембрий                                                                  | Нижний  | Томмотский   | 535±1                 |
| Венд                                                                     | Верхний | Верхний      | больше                |

Амгинский ярус (англ. Amginian Stage) — нижний ярус среднего отдела кембрийской системы в Общей стратиграфической шкале России. Расположен над тойонским ярусом и ниже майского яруса. Соответствует вулиунскому ярусу (ярусу 5) и низам друмского яруса мяолинского отдела в Международной стратиграфической шкале.
Название предложено Г. Ф. Гурари в 1950 году. Ярус получил название от реки Амга, левый притока Алдана в Восточной Сибири. В стратотипе включает три трилобитовые зоны.
В типовом разрезе сложен известняками. Охарактеризован комплексом трилобитов семейств Oryctocephalidae, Paradoxididae и др. Широко распространён в Сибири, Казахстане и Средней Азии; аналоги его известны в Западной Европе, Северной Америке, Китае и Австралии.